# Argentine aux Jeux olympiques d'hiver de 1960
L'Argentine participe aux Jeux olympiques d'hiver de 1960, organisés à Squaw Valley aux États-Unis. Ce pays participe aux Jeux olympiques d'hiver pour la quatrième fois de son histoire. La délégation argentine, formée de six athlètes (cinq hommes et une femme), ne remporte pas de médaille.

## Délégation
Le tableau suivant montre le nombre d'athlètes argentins dans chaque discipline :
| Sport       | Hommes | Femmes | Total |
| ----------- | ------ | ------ | ----- |
| Ski Alpin   | 4      | 1      | 5     |
| Ski de fond | 1      | 0      | 1     |
| Total       | 5      | 1      | 6     |

## Résultats

### Ski alpin

#### Hommes
| Athlète              | Discipline   | Manche 1     | Manche 1 | Manche 2     | Manche 2 | Total        | Total |
| Athlète              | Discipline   | Temps        | Rang     | Temps        | Rang     | Temps        | Rang  |
| -------------------- | ------------ | ------------ | -------- | ------------ | -------- | ------------ | ----- |
| Clemente Tellechea   | Descente     |              |          |              |          | 3 min 20 s 2 | 60    |
| Osvaldo Ancinas      | Descente     |              |          |              |          | 2 min 28 s 4 | 45    |
| Clemente Tellechea   | Slalom Géant |              |          |              |          | DSQ          | –     |
| Diego Schweizer      | Slalom Géant |              |          |              |          | 2 min 28 s 0 | 55    |
| Osvaldo Ancinas      | Slalom Géant |              |          |              |          | 2 min 05 s 1 | 32    |
| Jorge Abelardo Eiras | Slalom       | n/a          | n/a      | DSQ          | –        | DSQ          | –     |
| Diego Schweizer      | Slalom       | 1 min 32 s 2 | 48       | 1 min 34 s 6 | 37       | 3 min 06 s 8 | 38    |
| Clemente Tellechea   | Slalom       | 1 min 28 s 7 | 45       | 1 min 26 s 0 | 32       | 2 min 54 s 7 | 32    |
| Osvaldo Ancinas      | Slalom       | 1 min 17 s 5 | 23       | 1 min 06 s 7 | 16       | 2 min 24 s 2 | 16    |

#### Femmes
| Athlète                  | Discipline   | Manche 1     | Manche 1 | Manche 2     | Manche 2 | Total        | Total |
| Athlète                  | Discipline   | Temps        | Rang     | Temps        | Rang     | Temps        | Rang  |
| ------------------------ | ------------ | ------------ | -------- | ------------ | -------- | ------------ | ----- |
| María Cristina Schweizer | Descente     |              |          |              |          | 1 min 51 s 0 | 29    |
| María Cristina Schweizer | Slalom Géant |              |          |              |          | 1 min 55 s 2 | 35    |
| María Cristina Schweizer | Slalom       | 1 min 05 s 9 | 31       | 1 min 06 s 0 | 28       | 2 min 11 s 9 | 25    |

### Ski de fond
| Epreuve | Athlète          | Course            | Course |
| Epreuve | Athlète          | Temps             | Rang   |
| ------- | ---------------- | ----------------- | ------ |
| 15 km   | Francisco Jerman | 1 h 09 min 59 s 3 | 53     |
| 30 km   | Francisco Jerman | 2 h 33 min 27 s 4 | 44     |